# Ковальчук, Леонид Акимович
Леонид Акимович Ковальчук (укр. Леонід Якимович Ковальчук; 15 марта 1947, с. Тернавка (ныне Изяславский район, Хмельницкой области Украины) — 1 октября 2014, Тернополь) — украинский учёный в области хирургии, педагог, общественный деятель. Доктор медицинских наук (1988), профессор (1991). Член-корреспондент АМНУ (2003). Заслуженный деятель науки и техники Украины (1996). Ректор Тернопольского государственного медицинского университета им. Ивана Горбачевского.

## Биография
После окончания в 1967 Бережанского медицинского училища, поступил и до 1973 обучался в Тернопольском медицинском институте. Работал хирургом участковой больницы в с. Устье-Зелёное Монастырисского района Тернопольской области.
С 1975 — врач-хирург, заведующий хирургическим отделением районной больницы в с. Великие Дедеркалы Шумского района Тернопольщины, с 1978 — заведующий хирургическим отделением центральной районной больницы в г. Знаменка Кировоградской области.
С 1980 жил и работал в Тернополе: хирургом городской больницы № 1, ассистентом, доцентом кафедры хирургии медицинского института (с 1981), главным хирургом областного управления здравоохранения (1983—1987), с 1987 — заведующий кафедрой госпитальной хирургии, с 1994 — проректор по лечебной работе, с 1997 — ректор Тернопольского государственного медицинского университета им. Ивана Горбачевского.
Возглавлял Ассоциацию хирургов Тернопольщины (с 1998). Депутат облсовета. С 2009-го — председатель постоянной комиссии Тернопольского областного совета по вопросам здравоохранения, семьи, материнства и детства.
Умер 1 октября 2014 от лейкемии.

## Научная деятельность
Проводил исследования хирургической патологии органов брюшной и грудной полостей, магистральных сосудов, проблемы остеопороза.
Автор и соавтор более 200 научных работ, среди них монографии и учебные пособия:
- «Атлас хирургических операций и манипуляций» (1997),
- «Госпитальная хирургия» (1999),
- «Клиническая хирургия» (2000, 2002),
- «Неотложная хирургия» (2000),
- «Органное кровообращение при предраковых состояниях пищевода и желудка» (2001),
- «Хирургия демпинг-синдрома» (2002; все — Т.),
- «Хирургия» (2010).

Обладатель 25 патентов на изобретения. 

## Награды
- Орден «За заслуги» ІІІ степени (2000),
- Почётная грамота Верховной Рады Украины (2003),
- Заслуженный деятель науки и техники Украины (1996)
- занесен в «Золотую книгу элиты Украины» (2000).
- дипломант Международного рейтинга «Золотая Фортуна» за создание образца медицинского образования на Украине
- Лауреат Всеукраинской программы «Лидеры регионов» (2002).